# Iwan Iwanowitsch Martynow

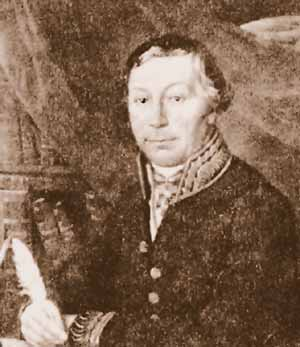
Iwan Iwanowitsch Martynow

Iwan Iwanowitsch Martynow (russisch Иван Иванович Мартынов; * 1771 in Perewolotschna; † 20. Oktoberjul. / 1. November 1833greg. in St. Petersburg) war ein russischer Altphilologe, Botaniker und Hochschullehrer.
Sein botanisches Autorenkürzel lautet „Martinov“.

## Leben
Der Priestersohn Martynow besuchte das Geistliche Seminar Poltawa (Abschluss 1788) und studierte dann an der Geistlichen Akademie Sankt Petersburg zusammen mit Michail Michailowitsch Speranski und Pjotr Andrejewitsch Slowzow (Abschluss 1792). Anschließend arbeitete er als Griechisch-Lehrer. Dann lehrte er auch Lateinische Grammatik, Poesie und Rhetorik. Darauf trat er in den Dienst der Kanzlei des Kollegiums für auswärtige Angelegenheiten der Regierung in St. Petersburg. 1796 begann er die Zeitschrift Musa herauszugeben, in der Gawriil Romanowitsch Derschawin,  Michail Michailowitsch Speranski, die Fürsten Lwow, Pjotr Andrejewitsch Slowzow und andere mitarbeiteten.
1797 wurde Martynow zum Lehrer für Russische Sprache und Geographie am Smolny-Institut für adlige Mädchen ernannt. Im Auftrage Nikolai Nikolajewitsch Nowossilzews und Alexander Sergejewitsch Stroganows fertigte Martynow viele Übersetzungen an. 1803 wurde er Direktor des Ministeriums für Volksbildung. Er förderte die Gründung vieler Bildungseinrichtungen, darunter das Pädagogik-Institut, an dem er eine Ästhetik-Vorlesung hielt. 1804–1805 gab er die Monatszeitschrift Sewerny Westnik heraus. 1806 verfasste er einen Gesellschaftsvertrag zur Zensur.
Martynows wichtigstes Werk war das 1820 veröffentlichte Wörterbuch der botanischen Terminologie und Nomenklatur. Er benutzte die lateinische und russische Terminologie auf der Basis der französischen. In der Neuauflage des Werks 1990 wurde die zugunsten Martynows geänderte Autorschaft einiger hochrangiger Taxa berücksichtigt. Martynows Namen tragen die Pflanzenfamilien Asteraceae Martinov (durch Beschluss der ICBN heute stattdessen Friedrich von Berchtold und Karel Bořivoj Presl zugeschrieben), Avenaceae Martinov (gilt heute als Synonym von Poaceae), Andropogonaceae Martinov  (gilt heute ebenfalls als Synonym von Poaceae), Prunaceae Martinov (gilt heute als Synonym von Rosaceae) und Zingiberaceae Martinov.
1823–1829 gab Martynow 26 Bände mit Übersetzungen der Werke der griechischen Klassiker Sophokles, Homer, Herodot, Pindar und anderer heraus. Den Übersetzungen fügte er umfangreiche historische und philologische Erklärungen hinzu. Die Verse übersetzte er in Prosa mit Ausnahme der Verse Anakreons, die er in Blankverse übersetzte.